# 말리의 로마 가톨릭 교구 목록
말리의 로마 가톨릭 교구는 1개 관구에 1개 관구장좌 대교구 와 5개 일반교구로 구성된다

## 교구

### 바마코 관구(Province of Bamako)
- 바마코 관구장좌 대교구( Archdiocese of Bamako )
- 케스 교구(Diocese of Kayes)
- 몹티 교구( Diocese of Mopti)
- 샌 교구( Diocese of San)
- 세구 교구 Diocese of Ségou
- 시카소 교구( Diocese of Sikasso)